# Araneus chingaza
Araneus chingaza (Levi, 1991) è un ragno appartenente alla famiglia Araneidae.

## Distribuzione
L'olotipo femminile è stato rinvenuto in una località della Colombia centrale: a Paramo de Chingaza, a 3000 metri di altitudine, nel dipartimento di Cundinamarca.

## Tassonomia
Non sono stati esaminati esemplari di questa specie dal 1991
Attualmente, a dicembre 2013, non sono note sottospecie